# سازمان چتری
یک سازمان چتری مجموعه‌ای از موسسات (اغلب مرتبط یا خاص صنایع) است که به‌طور رسمی برای هماهنگ‌کردن فعالیت‌ها یا جمع‌آوری منابع با هم کار می‌کنند. در محیط‌های تجاری، سیاسی و سایر محیط‌ها، منابع و اغلب هویت‌ها را برای سازمان‌های کوچکتر فراهم می‌کند. در این نوع ترتیبات، گاه تا حدودی مسئولیت گروه‌های تحت مراقبت خود را بر عهده دارد.

## مثال‌ها
- فدراسیون کارگران آمریکا و سایر مراکز اتحادیه‌های کارگری ملی
- یوفا

#### انگلستان
- شرکت حمل و نقل لندن

### آمریکای شمالی
- سازمان اطلاعات مرکزی
- هیئت مدرسه متروپولیتن تورنتو
- صندوق متحد برای هنر و علوم انسانی

### جهانی
- اتحاد بین‌المللی تعاون
- فدراسیون بین‌المللی جنبش‌های کشاورزی ارگانیک